# 普里代斯尼揚斯凱
51°37′13″N 32°59′46″E / 51.62028°N 32.99611°E
普里代斯尼揚斯凯（烏克蘭語：Придеснянське），是烏克蘭北部切爾尼希夫州诺夫霍罗德-锡韦尔斯基区科罗普市镇的村落。始建於1770年，海拔高度125米，2001年該村落人口205。